# NGC 2817
NGC 2817 је спирална галаксија у сазвежђу Хидра која се налази на NGC листи објеката дубоког неба.
Деклинација објекта је - 4° 45' 10" а ректасцензија 9h 17m 10,6s. Привидна величина (магнитуда) објекта NGC 2817 износи 13,0 а фотографска магнитуда 13,7. NGC 2817 је још познат и под ознакама MCG -1-24-6, IRAS 09146-0432, PGC 26223.